# Liberto Rabal
Francisco Liberto Rabal Cerezales, meglio noto come Liberto Rabal (Roma, 30 maggio 1975), è un attore e regista spagnolo.

## Biografia
Rabal è nato a Roma, in Italia, da una famiglia d'artisti spagnola, figlio del regista cinematografico Benito Rabal Balaguer, figlio a sua volta degli attori Francisco Rabal e Asunción Balaguer, e di Silvia Cerezales Laforet, figlia a sua volta del giornalista e critico letterario Manuel Cerezales e della scrittrice Carmen Laforet; è inoltre nipote, da parte di padre, dell'attrice e cantante Teresa Rabal.
Dopo aver recitato, da giovanissimo, nel film I santi innocenti, Rabal ha ottenuto fama internazionale recitando per Pedro Almodóvar nel film Carne trémula, dove ha interpretato la parte del protagonista, Victor. Nel 2001 ha inoltre lavorato con Claver Salizzato per la realizzazione del film I giorni dell'amore e dell'odio, dove ha interpretato la parte di Helberg.

## Filmografia parziale

### Come attore
- I santi innocenti, regia di Mario Camus (1984)
- Carne trémula, regia di Pedro Almodóvar (1997)
- Mare largo, regia di Ferdinando Vicentini Orgnani (1998)
- I giorni dell'amore e dell'odio, regia di Claver Salizzato (2001)

### Come regista
- Síndrome (2004)